# Plumatella suwana
Plumatella suwana är en mossdjursart som beskrevs av Charles Thorold Wood 2006. Plumatella suwana ingår i släktet Plumatella och familjen Plumatellidae. Inga underarter finns listade i Catalogue of Life.